# Oniquectomía

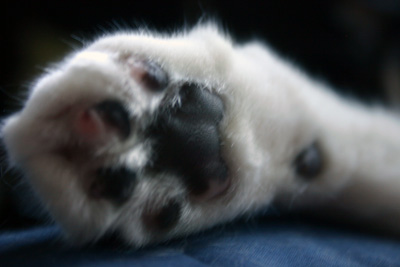
Primer plano de una pata desgarrada.

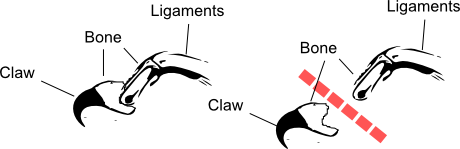
Diagrama mostrando dónde se amputa.

La oniquectomía (del griego, ὄνυξ onyx, «uña» y ἐκτομή ektomē, «escisión») también llamada desungulación (del latín, unguis, «uña»; verbo: desungular), consiste en extirpar las garras de un animal mediante la amputación total o parcial de las falanges distales o huesos terminales, de los dedos del animal. Debido a que la garra se desarrolla a partir del tejido germinal dentro de la tercera falange, la amputación del hueso es necesaria para eliminar completamente la garra. Los términos «oniquectomía» y «desungulación» implican la extracción de la garra, pero una descripción más apropiada sería falangectomía, ya que se amputa hasta el hueso de la falange.
Aunque es común en gatos, la oniquectomía se considera un acto de crueldad hacia los animales en muchos países.

## Oniquectomía por razones médicas
La amputación de la falange distal está indicada en caso de procesos inflamatorios crónicos, tumores, infecciones persistentes y graves y gangrena que se limitan a la falange distal. El procedimiento generalmente se limita a la garra afectada, dejando intactas las garras sanas (si las hay).

## Oniquectomía por razón no-médica
En oposición a la oniquectomía «necesaria» (por razones médicas), existe la oniquectomía «electiva» (opcional), que es mayoritaria en América del Norte. Aquí la oniquectomía se realiza comúnmente en gatos para evitar que arañen los bienes del hogar y para evitar que arañen a las personas, lo cual puede verse como una actitud humana sumamente egoísta. La cirugía consiste en amputar las falanges distales de todos los dedos de los pies en las patas delanteras y, a veces, también en las patas traseras. Aunque no hay cifras precisas disponibles, los artículos de revistas veterinarias revisados por pares estiman que aproximadamente el 25% de los gatos domésticos en América del Norte han sido desungulados. Algunos apartamentos de propiedad privada en los Estados Unidos prohíben los gatos «excepto desungulados». Sin embargo, este no es el caso de las viviendas con subsidio público, porque en 2007 el Congreso de los Estados Unidos promulgó una legislación que prohíbe a las autoridades de vivienda pública tener tales reglas. Se han aprobado leyes en California (2012) y Rhode Island (2013) que prohíben a los propietarios exigir la desungulación de los gatos como condición.
Algunos veterinarios norteamericanos sostienen que las personas con sistemas inmunes comprometidos, debido a afecciones como el sida, deben hacer que sus gatos sean desungulados para evitar riesgos para la salud. Los Centros para el Control de Enfermedades de EE. UU. Afirman la oniquectomía como una opción, pero reconoce la controversia y ofrece la alternativa de evitar situaciones en las que podría ocurrir un arañe. Del mismo modo, el Instituto Nacional de Salud (NIH) sugiere evitar el juego brusco.

## Métodos

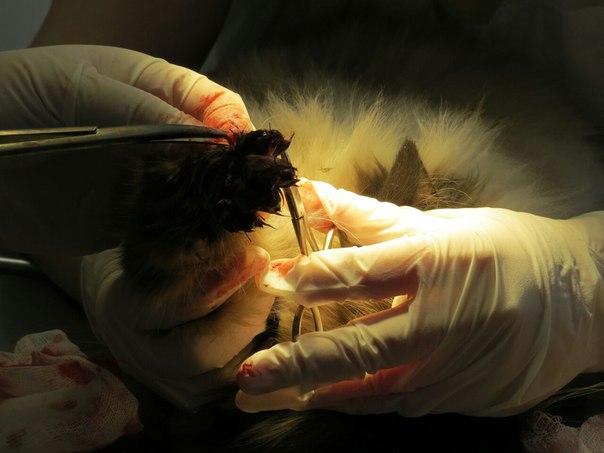
Operación de oniquectomía.

A pesar de la prevalencia de la oniquectomía electiva en América del Norte, no existe una práctica estandarizada con respecto a las técnicas quirúrgicas o las herramientas quirúrgicas utilizadas, la administración de analgésicos postoperatorios u otros cuidados de seguimiento, o la edad óptima u otros atributos de los gatos sometidos al procedimiento. Hay tres métodos quirúrgicos: cortar con bisturí, con un cortador de guillotina o corte por láser.

## Recuperación y efectos postoperatorios
La oniquectomía es una cirugía ortopédica que involucra 1 (o más) amputaciones falangeales separadas, que requiere anestesia general y manejo del dolor multimodal antes, durante y después de la cirugía.
En una encuesta de 276 dueños de gatos, el 34% informó molestias posquirúrgicas en sus gatos, mientras que el 78% informó sensibilidad o dolor. El tiempo de recuperación tomó de tres días a dos semanas. Se informó un aumento en la fuerza o frecuencia de las mordeduras en el 4% de los gatos, pero en general, el 96% de los propietarios estaban satisfechos con la cirugía. Otros estudios encontraron cojera después de una oniquectomía que duró >3 días, >1 semana, 8 días, >12 días, 180 días, y 96 meses.
En un hospital veterinario, entre el 50 y el 80% de los gatos tuvieron una o más complicaciones médicas después de la cirugía; El 19.8% desarrolló complicaciones después de la liberación. Otros estudios informaron tasas de complicaciones médicas postoperatorias del 24% (Jankowski 1998), 53% (Martinez 1993), 1.4% (Pollari 1996), 82.5% para la cuchilla y 51.5% para la técnica de corte (Tobias 1994), y 80% (Yeon 2001). Las complicaciones médicas reportadas incluyen: dolor, hemorragia, laceración de las almohadillas de las patas, hinchazón, renuencia a soportar peso en la extremidad afectada, neuropraxia (parálisis motora transitoria), daño del nervio radial, cojera, infección, absceso, necrosis de los tejidos, dehiscencia de la herida, curación incompleta, protrusión de la segunda falange (media), regeneración de la garra o crecimiento de segmentos deformados de la garra, retención del proceso flexor de la tercera falange, drenaje crónico, automutilación, dermatitis, letargo, «postura palmigrade» (caminar sobre las muñecas), cojera intermitente crónica, síndrome de dolor crónico, contractura del tendón flexor y cistitis (inflamación de la vejiga asociada al estrés). La regeneración de la uña (que crece de nuevo) ha sido registrado por multitud de veterinarios en varias fechas y lugares, desde semanas de la operación hasta incluso 15 años después.
En los seguimientos posteriores a la operación, Yeon et al. (2001) encontraron que seis de treinta y nueve gatos (~15%) estaban sucios en la casa y siete (18%) habían aumentado la frecuencia o intensidad de las mordeduras. Los autores concluyeron con base en este y estudios previos que «los problemas de comportamiento después de la oniquectomía no fueron pronunciados». Los seguimientos en este estudio se realizaron un promedio de once meses y medio después de la cirugía.
Los problemas de comportamiento son la causa principal del abandono de los gatos por sus dueños en refugios de animales. Los defensores de la desungulación argumentan que reduce los comportamientos no deseados (arañar) y, por lo tanto, reduce la probabilidad de abandono. Los opositores reclaman que si a uno le desagrada tanto el comportamiento natural del felino, hasta el punto de querer mutilarlo, que no lo adopten en un primer momento. Argumentan que la cirugía en sí misma crea más problemas de comportamiento que conducen al abandono de gatos. Un estudio de Patronek et al. (1996) encontraron en un análisis univariado que los gatos desgarrados tenían solo un 63% de probabilidades de ser abandonados que los gatos no desungulados. Un análisis multivariante realizado en el mismo estudio muestra que las probabilidades de ser entregados a un refugio fueron 89% más altas para los gatos desungulado. Los autores concluyeron que los resultados contradictorios de los dos análisis dificultaron la interpretación de los efectos de la oniquectomía. En un refugio, sus dueños informaron que más gatos desgarrados tenían problemas con la eliminación inapropiada (suciedad de la casa). Sin embargo, este estudio finalmente no encontró ninguna asociación entre el estado de desungulación de los gatos y su agresión hacia los humanos o la frecuencia de eliminación inapropiada (ensuciamiento de la casa).
En otro estudio, el 16% de los gatos desungulados desarrollaron más problemas de comportamiento (12% de mordeduras). Y más gatos desungulados (55%) que con garras (45%) fueron remitidos a un hospital veterinario de enseñanza por problemas de conducta. Este fue el segundo período de seguimiento más largo (2 años) examinado.
Patronek, Glickman y Beck (1996) no encontraron asociación entre el estado de eliminación de gatos y la frecuencia de eliminación inapropiada (suciedad de la casa).
En otro estudio de 275 gatos, 11 gatos (4%) desarrollaron o tuvieron peores problemas de comportamiento después de la oniquectomía; 5 clientes (menos del 1%) informaron que sus gatos habían desarrollado problemas para usar la caja de arena y exceso de mordeduras.
El síndrome de dolor crónico de la oniquectomía ha sido descrito por un especialista en manejo del dolor como conducente a comportamientos no deseados, incluido un aumento de la agresividad.
Un estudio prospectivo que comparó la oniquectomía con tendonectomía observó muchas complicaciones médicas y de comportamiento.
Una encuesta en Internet descubrió que los gatos desungulados eran más propensos a saltar sobre mesas y mostradores y a estar más sucios que los gatos no desgarrados (25% frente a 15%).

## Prácticas de desungulación
Las leyes y políticas que rigen la oniquectomía varían en todo el mundo. Por ejemplo, muchos países europeos prohíben o restringen significativamente la práctica, al igual que en Australia, Nueva Zelanda, Japón y Turquía. Está prohibido en al menos 22 países. La siguiente lista ofrece una visión general de la situación en diferentes partes del mundo.

### Australia
En Australia, la desungulación nunca ha sido común, y para fines prácticos, no existe. La práctica está regulada a nivel estatal y existe una prohibición total en muchos estados, aunque no en Nueva Gales del Sur, donde se permite la oniquectomía en circunstancias limitadas como alternativa a la eutanasia animal. La política de la Asociación Australiana de Veterinaria establece que «la alteración quirúrgica del estado natural de un animal es aceptable solo si es necesaria para la salud y el bienestar del animal en cuestión. La realización de cualquier procedimiento quirúrgico por otras razones que no sean legítimamente médicas es inaceptable».

### Brasil
En Brasil, la desungulación no está permitida por el Consejo Federal de Medicina Veterinaria.

### Canadá
La Asociación Canadiense de Medicina Veterinaria se opone oficialmente a la práctica de la oniquectomía, declarando «nos oponemos firmemente porque desde un punto de vista ético, esta cirugía es inaceptable. No ofrece ninguna ventaja al gato» y que «Es evidente que los felinos sufren innecesariamente cuando someterse a esta cirugía como medida electiva». Sin embargo, corresponde a los reguladores veterinarios de cada provincia prohibir la práctica. La oniquectomía ha sido prohibido por las Asociaciones Veterinarias de siete de cada diez provincias canadienses: Nueva Escocia, Columbia Británica, Isla del Príncipe Eduardo, Terranova y Labrador, Alberta, Nuevo Brunswick y Manitoba. Todas las prohibiciones canadienses aún permiten procedimientos de oniquectomía en caso de necesidad médica para tratar una lesión, deformidad o patología que afecta al animal.

### Israel
En Israel, el Comité de Educación de la Knéset votó por unanimidad un proyecto de ley que prohíbe la oniquectomía de gatos por razones no–médicas. El proyecto de ley fue aprobado en segunda y tercera lectura el 28 de noviembre de 2011, lo que hace que la desungulación efectivamente un delito penal con pena de 1 año de prisión o una multa de 75.000₪.

### Europa
En muchos países europeos, la práctica está prohibida ya sea bajo los términos del Convenio europeo para la protección de los animales de compañía (1992) o bajo las leyes locales de maltrato animal, a menos que sea por «razones médicas veterinarias o en beneficio de un animal en particular». Algunos países europeos van más allá, como Finlandia, Suecia, Estonia, los Países Bajos, Alemania y Suiza, donde desungular gatos por razones no médicas siempre es ilegal según sus leyes contra la crueldad hacia los animales.

### Austria
En Austria, la Ley Federal de Protección de Animales (Sección 7), establece que los procedimientos quirúrgicos «realizados para fines que no sean terapéuticos o de diagnóstico (...) están prohibidos, en particular (...) la oniquectomía».

### Reino Unido
En el Reino Unido, la oniquectomía estaba prohibida por la Ley de Bienestar Animal de 2006, que prohibía explícitamente "la interferencia con los tejidos sensibles o la estructura ósea del animal, salvo para los fines de su tratamiento médico" Sin embargo, incluso antes de la Ley de 2006, la oniquectomía era extremadamente poco común, en la medida en que la mayoría de la gente nunca había visto un gato desgarrado. El procedimiento fue considerado cruel por casi todos los veterinarios británicos, que se negaron a realizarlo, excepto por razones médicas. La Guía de conducta profesional del Royal College of Veterinary Surgeons declaró que la oniquectomía era «solo aceptable cuando, en opinión del veterinario, es probable que se produzcan lesiones en el animal durante la actividad normal. No es aceptable si se realiza para la conveniencia del propietario... la eliminación de garras, particularmente aquellas que soportan peso, para evitar daños a los muebles no es aceptable».

### Estados Unidos
La oniquectomía fue ilegalizada en West Hollywood, California, en 2003, siendo la primera prohibición de este tipo en los Estados Unidos. La ordenanza fue escrita por el concejal de West Hollywood John Duran y patrocinada por The Paw Project, una organización sin ánimo de lucro iniciada por la Dra. Jennifer Conrad con sede en Santa Mónica.  La Asociación de Médicos Veterinarios de California impugnó la ley en los tribunales.  La CVMA sostuvo que West Hollywood había sobrepasado su autoridad municipal al promulgar una ordenanza que infringía los derechos otorgados por el estado a profesionales con licencia. No abordó directamente la oniquectomía como un problema de bienestar animal. La CVMA inicialmente prevaleció en la Corte Superior, pero en junio de 2007, la Corte de Apelaciones de California revocó el fallo de la corte inferior, restableciendo así la ley que prohíbe la oniquectomía en West Hollywood.
En 2004, California se convirtió en el primer estado de los EE. UU. en promulgar una prohibición a nivel estatal de la oniquectomía de gatos salvajes. El proyecto de ley fue presentado por el asambleísta de California Paul Koretz y patrocinado por The Paw Project.  En 2006, el Departamento de Agricultura de los Estados Unidos promulgó una prohibición de la oniquectomía de todos los animales salvajes y exóticos en poder de los propietarios con licencia del USDA.
En abril de 2007, la ciudad de Norfolk, Virginia, prohibió la oniquectomía por personas que no sean veterinarios (Código Municipal Sec. 6.1-78.1).
En 2009, la legislatura del estado de California aprobó una medida, patrocinada por la Asociación de Médicos Veterinarios de California (CVMA), destinada a evitar que otras ciudades aprueben prohibiciones similares a las de West Hollywood.. El proyecto de ley incluía todas las profesiones autorizadas por el Departamento de Asuntos del Consumidor del estado, y el Gobernador lo aprobó en julio de 2009. Sin embargo, la fecha de vigencia de la ley, el 1 de enero de 2010, proporcionó tiempo suficiente para que pasaran otras siete ciudades de California. Prohibiciones locales contra el destripamiento de los gatos domésticos: Los Ángeles, San Francisco, Burbank, Santa Mónica, Berkeley, Beverly Cerros, y Culver Ciudad.
En 2012, un proyecto de ley de California, redactado por el senador Fran Pavley y patrocinado por The Paw Project, se convirtió en ley que prohíbe a los propietarios exigir la oniquectomía y la descalcificación de los animales como condición de tenencia. En 2013, el estado de Rhode Island promulgó una ley, similar a la ley de California,  que prohíbe a los propietarios exigir la oniquectomía como condición de ocupación.
Denver, Colorado, aprobó la primera prohibición de la oniquectomía en una ciudad de EE. UU. fuera de California en noviembre de 2017. El esfuerzo fue encabezado por Aubrey Lavizzo, DVM, veterinario y Director de The Paw Project en Colorado. La ordenanza fue presentada por el concejal de la ciudad de Denver, Kendra Black.
El 22 de julio de 2019, el estado de Nueva York se convirtió en el primer estado en prohibir la oniquectomía, excepto si es médicamente necesario.

#### Debate ético en EE. UU.
La desungulación es ampliamente practicada pero éticamente controvertida dentro de la comunidad veterinaria estadounidense. Algunos veterinarios estadounidenses y canadienses respaldan el procedimiento, mientras que otros lo han criticado y se han negado a realizarlo. Dos organizaciones de protección animal en los EE. UU., Humane Society of the United States y American Society for the Prevention of Cruelty to Animals desalientan el procedimiento. La Sociedad Protectora de Animales de los Estados Unidos ha apoyado la legislación que prohíbe o restringe la oniquectomía. Múltiples encuestas y encuestas realizadas a partir de 2011 revelan que la mayoría de los dueños de gatos estadounidenses están en contra de la desungulación, creyendo que la práctica es cruel. Estas encuestas también sugieren que el público de los EE. UU. cree que la mayoría de los veterinarios que realizan desungulaciones solo lo hacen porque es una actividad lucrativa.
La oposición a los intentos de prohibir o restringir la oniquectomía proviene de organizaciones de comercio veterinario, como la Asociación de Médicos Veterinarios de California. Por otro lado, la American Veterinary Medical Association afirma que la oniquectomía debe considerarse solo después de que se hayan hecho intentos para evitar que el gato use sus garras de forma destructiva o cuando su garra presenta un riesgo zoonótico para su dueño(s)». Las encuestas sugieren que 95% de declaw las cirugías están hechas para proteger mobiliario.

## Alternativas a la desungulación

### Quirúrgico
La tendonectomía implica cortar el tendón flexor digital profundo de cada garra, lo que hace que el gato no pueda mover sus falanges distales. Sin la capacidad de exponer sus garras, el gato no puede limar ni acicalarse las garras. Por esta razón, el gato posteriormente requiere recortes de uñas regulares para evitar que sus garras crezcan en sus almohadillas. Un estudio de 1998 publicado en el Journal of the American Veterinary Medical Association que compara los gatos que se someten a una oniquectomía con los gatos que se someten a una tendonectomía encontró que, aunque los gatos sometidos a tendonectomía parecían sufrir menos dolor inmediatamente después de la operación, no hubo diferencias significativas en la cojera postoperatoria, el sangrado, o infección entre los dos grupos. Un estudio de 2005 no encontró evidencia de que la tendonectomía sea menos dolorosa que la oniquectomía. La Asociación Americana de Medicina Veterinaria y la Asociación Canadiense de Medicina Veterinaria no recomiendan explícitamente esta cirugía como una alternativa a la oniquectomía.

### No quirúrgico

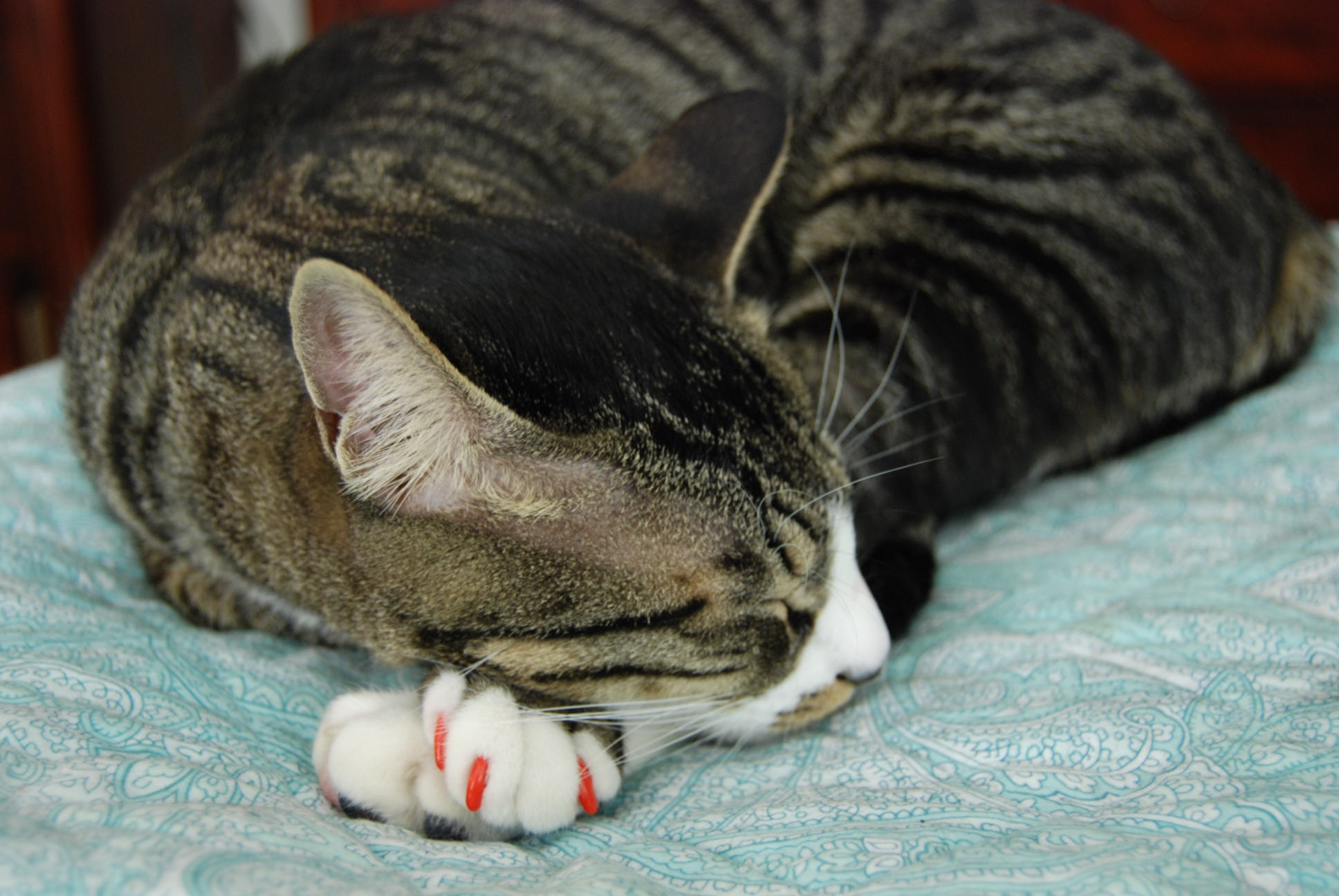
Gato con uñas de vinilo.

Según el Dr. Gary Landsberg, especialista en comportamiento veterinario certificado por la junta, «para la mayoría de los gatos, todo lo que se necesita para prevenir problemas de arañe es el asesoramiento apropiado del cliente y un poco de esfuerzo». Sin embargo, muchos médicos veterinarios no están dispuestos o no pueden ofrecer soluciones a problemas de comportamiento como arañar, aparte de la desungulación.
Una alternativa no quirúrgica al deshuesado es la aplicación de uñas de vinilo que se fijan a las garras con pegamento no tóxico, que requieren un reemplazo periódico (generalmente cada 4-6 semanas, dependiendo de los hábitos del gato).
Otras alternativas incluyen: limarle o cortarle regularmente las uñas al gato, dirigir su deseo de arañar hacia rascadores para gatos, cubrir con algún material protector los muebles, usar repelentes o la más fácil y natural de todas las alternativas: aceptar el comportamiento animal del gato.